# Tania Cergă
Tania Cergă (n. 12 mai 1984, Chișinău), cunoscută și sub numele de scenă Ivana, este o cântăreață, compozitoare, textieră și cantautoare din Republica Moldova, fostă solistă a formației Studio One.
În 2013 și 2014 a fost membră a juriului concursului ”Moldova are talent” alături de solistul vocal Nicu Țărnă și tenorul Mihai Muntean.
La concursul muzical Eurovision 2010, Tania Cergă a fost purtătoarea de cuvânt a Republicii Moldova.
Tania Cergă are o fetiță pe nume Izel (n. 2011), dintr-o relație cu Zaur, un tânăr de naționalitate azeră, mama sa fiind moldoveancă, iar tatăl azer.

## Discografie

### Albume de studio
- Soarele Și Dimineața (2006)

### Single-uri și videoclipuri
Ca Tania Cergă
- Trei culori - duet Tania Cergă și Cristi Aldea-Teodorovici, versuri Grigore Vieru
- Tania Cergă - Doar noi (2014)
- La Mare (feat. Speak)
- Inima (feat. Alex Calancea Band)
- I Wanna Live Forever (feat. Alex Calancea Band)
- Aripi
- Când zâmbești
- Orașul meu - versuri și muzică Tania Cergă
- Our love song (feat. Bass Deejay)

Ca Ivana
- Beauty Makes Love Burn - versuri și muzică Tania Cergă
- 5 februarie
- Angel (2010)